# Kamienica Edwarda Lungena
Kamienica Edwarda Lungena – kamienica znajdująca się przy ulicy Andrzeja Struga 2 w Łodzi.

## Historia
Edward Lungen w roku 1880 kupił działkę przy ul. Andrzeja 2 za 50 tys. rubli.
Eklektyczna kamienica powstała w 1896 roku według projektu podpisanego przez Franciszka Chełmińskiego, ale prawdopodobnie autorem był Kazimierz Pomian-Sokołowski.
W 2006 roku ukończono remont generalny budynku.
Budynek wpisany jest do rejestru zabytków pod numerem A/7z 4.03.2003.